# (3305) Ceadams
(3305) Ceadams (1985 KB) – planetoida z grupy pasa głównego asteroid okrążająca Słońce w ciągu 4,2 lat w średniej odległości 2,6 j.a. Odkryli ją Pamela Kilmartin i Alan Gilmore 21 maja 1985 roku.